# Yale Series of Younger Poets Competition
Les Yale Series of Younger Poets Competition est une récompense annuelle attribuée par les Yale University Press qui vise à permettre la publication du premier recueil d'un jeune poète américain prometteur. Le concours fut fondé en 1919, il est la plus ancienne récompense littéraire annuelle décernée aux États-Unis.

## Liste des lauréats
Cette liste est établie à partir de l'ouvrage The Yale Younger Poets Anthology publié en 1998 et à partir des informations publiées sur le site Internet des Yale University Press pour les lauréats à partir de 1998.
| Volume | Année | Poète                                          | Titre du recueil                      |
| ------ | ----- | ---------------------------------------------- | ------------------------------------- |
| 109    | 2014  | Eryn Green                                     | Eruv                                  |
| 108    | 2013  | Will Schutt                                    | Westerly                              |
| 107    | 2012  | Eduardo C. Corral                              | Slow Lightning                        |
| 106    | 2011  | Katherine Larson                               | Radial Symmetry                       |
| 105    | 2010  | Ken Chen                                       | Juvenilia                             |
| 104    | 2009  | Arda Collins                                   | It is Daylight                        |
| 103    | 2008  | Fady Joudah                                    | The Earth in the Attic                |
| 102    | 2007  | Jessica Fisher                                 | Frail-Craft                           |
| 101    | 2006  | Jay Hopler                                     | Green Squall                          |
| 100    | 2005  | Richard Siken                                  | Crush                                 |
| 99     | 2004  | Peter Streckfus                                | The Cuckoo                            |
| 98     | 2003  | Loren Goodman                                  | Famous Americans                      |
| 97     | 2002  | Sean Singer                                    | Discography                           |
| 96     | 2001  | Maurice Manning                                | Lawrence Booth’s Book of Visions      |
| 95     | 2000  | Davis McCombs                                  | Ultima Thule                          |
| 94     | 1999  | Craig Arnold                                   | Shells                                |
| 93     | 1998  | Robert Hass                                    | Field Guide                           |
| 92     | 1997  | Talvikki Ansel                                 | My Shining Archipelago                |
| 91     | 1996  | Ellen Hinsey                                   | Cities of Memory                      |
| 90     | 1995  | Tony Crunk                                     | Living in the Resurrection            |
| 89     | 1994  | Valerie Wohlfeld                               | Thinking the World Visible            |
| 88     | 1993  | Jody Gladding                                  | Stone Crop                            |
| 87     | 1992  | Nicholas Samaras                               | Hands of the Saddlemaker              |
| 86     | 1991  | Christiane Jacox Kyle                          | Bears Dancing in the Northern Air     |
| 85     | 1990  | Daniel Hall                                    | Hermit with Landscape                 |
| 84     | 1989  | Thomas Bolt                                    | Out of the Woods                      |
| 83     | 1988  | Brigit Pegeen Kelly                            | To the Place of Trumpets              |
| 82     | 1987  | Julie Agoos                                    | Above the Land                        |
| 81     | 1986  | George Bradley                                 | Terms to Be Met                       |
| 80     | 1985  | Pamela Alexander                               | Navigable Waterways                   |
| 79     | 1984  | Richard Kenney                                 | The Evolution of the Flightless Bird  |
| 78     | 1983  | Cathy Song                                     | Picture Bride                         |
| 77     | 1982  | David Wojahn                                   | Icehouse Lights                       |
| 76     | 1981  | John Bensko                                    | Green Soldiers                        |
| 75     | 1980  | William Virgil Davis                           | One Way to Reconstruct the Scene      |
| 74     | 1979  | Leslie Ullman                                  | Natural Histories                     |
| 73     | 1978  | Bin Ramke                                      | The Difference Between Night and Day  |
| 72     | 1977  | Olga Broumas                                   | Beginning with O                      |
| 71     | 1976  | Carolyn Forché                                 | Gathering the Tribes                  |
| 70     | 1975  | Maura Stanton                                  | Snow on Snow                          |
| 69     | 1974  | Michael Ryan                                   | Threats Instead of Trees              |
| 68     | 1973  | Robert Hass                                    | Field Guide                           |
| 67     | 1972  | Michael Casey                                  | Obscenities                           |
| 66     | 1971  | Peter Klappert                                 | Lugging Vegetables to Nantucket       |
| 65     | 1970  | Hugh Seidman                                   | Collecting Evidence                   |
| 64     | 1969  | Judith Johnson Sherwin                         | Uranium Poems                         |
| 63     | 1968  | Helen Chasin                                   | Coming Close and Other Poems          |
| 62     | 1967  | James Tate                                     | The Lost Pilot                        |
| 61     | 1965  | Jean Valentine                                 | Dream Barker                          |
| 60     | 1964  | Peter Davison                                  | The Breaking of the Day               |
| 59     | 1963  | Sandra Hochman                                 | Manhattan Pastures                    |
| 58     | 1962  | Jack Gilbert                                   | Views of Jeopardy                     |
| 57     | 1961  | Alan Dugan                                     | Poems                                 |
| 56     | 1960  | George Starbuck                                | Bone Thoughts                         |
| 55     | 1959  | William Dickey                                 | Of the Festivity                      |
| 54     | 1958  | John Hollander                                 | A Crackling of Thorns                 |
| 53     | 1957  | James Wright                                   | The Green Wall                        |
| 52     | 1956  | John Ashbery                                   | Some Trees                            |
| 51     | 1954  | Daniel Hoffman                                 | An Armada of Thirty Whales            |
| 50     | 1953  | Edgar Bogardus                                 | Various Jangling Keys                 |
| 49     | 1952  | William S. Merwin                              | A Mask for Janus                      |
| 48     | 1951  | Adrienne Rich                                  | A Change of World                     |
| 47     | 1949  | Rosalie Moore                                  | The Grasshopper’s Man and Other Poems |
| 46     | 1948  | Robert Horan                                   | A Beginning                           |
| 45     | 1947  | Joan Murray                                    | Poems                                 |
| 44     | 1946  | Eve Merriam                                    | Family Circle                         |
| 43     | 1945  | Charles E. Butler                              | Cut Is the Branch                     |
| 42     | 1944  | William Meredith                               | Love Letters from an Impossible Land  |
| 41     | 1942  | Margaret Walker                                | For My People                         |
| 40     | 1941  | Jeremy Ingalls                                 | The Metaphysical Sword                |
| 39     | 1940  | Norman Rosten                                  | Return Again, Traveler                |
| 38     | 1939  | Reuel Denney                                   | The Connecticut River and Other Poems |
| 37     | 1938  | Joy Davidman                                   | Letter to a Comrade                   |
| 36     | 1937  | Margaret Haley (poète)                         | The Gardener Mind                     |
| 35     | 1936  | Edward Weismiller                              | The Deer Come Down                    |
| 34     | 1935  | Muriel Rukeyser                                | Theory of Flight                      |
| 33     | 1934  | James Agee                                     | Permit Me Voyage                      |
| 32     | 1933  | Shirley Barker                                 | The Dark Hills Under                  |
| 31     | 1932  | Paul Engle                                     | Worn Earth                            |
| 30     | 1931  | Dorothy Belle Flanagan (aka Dorothy B. Hughes) | Dark Certainty                        |
| 29     | 1930  | Louise Owen                                    | Virtuosa                              |
| 28     | 1929  | Henri Faust                                    | Half-Light and Overture               |
| 27     | 1929  | Frances M. Frost                               | Hemlock Wall                          |
| 26     | 1928  | Francis Claiborne Mason                        | This Unchanging Mask                  |
| 25     | 1928  | Ted Olson                                      | A Stranger and Afraid                 |
| 24     | 1928  | Mildred Bowers                                 | Twist o’ Smoke                        |
| 23     | 1927  | Lindley Williams Hubbell                       | Dark Pavilion                         |
| 22     | 1926  | Thomas Hornsby Ferril                          | High Passage                          |
| 21     | 1926  | Eleanor Slater                                 | Quest                                 |
| 20     | 1925  | Dorothy E. Reid                                | Coach into Pumpkin                    |
| 19     | 1924  | Elizabeth Jessup Blake                         | Up and Down                           |
| 18     | 1923  | Beatrice E. Harmon                             | Mosaics                               |
| 17     | 1923  | Marion M. Boyd                                 | Silver Wands                          |
| 16     | 1923  | Amos Niven Wilder                              | Battle-Retrospect                     |
| 15     | 1923  | Dean B. Lyman, Jr.                             | The Last Lutanist                     |
| 14     | 1922  | Paul Tanaquil                                  | Attitudes                             |
| 13     | 1922  | Bernard Raymund                                | Hidden Waters                         |
| 12     | 1922  | Medora C. Addison                              | Dreams and a Sword                    |
| 11     | 1922  | Harold Vinal                                   | White April                           |
| 10     | 1921  | Oscar Williams                                 | Golden Darkness                       |
| 9      | 1921  | Hervey Allen                                   | Wampum and Old Gold                   |
| 8      | 1921  | Viola C. White                                 | Horizons                              |
| 7      | 1921  | Theodore H. Banks, Jr                          | Wild Geese                            |
| 6      | 1920  | Darl MacLeod Boyle                             | Where Lilith Dances                   |
| 5      | 1920  | Thomas Caldecot Chubb                          | The White God and Other Poems         |
| 4      | 1920  | Alfred Raymond Bellinger                       | Spires and Poplars                    |
| 3      | 1920  | David Osborne Hamilton                         | Four Gardens                          |
| 2      | 1919  | John C. Farrar                                 | Forgotten Shrines                     |
| 1      | 1919  | Howard Buck                                    | The Tempering                         |